# Orchis bouc
Himantoglossum hircinum
Espèce
Statut de conservation UICN

 LC  : Préoccupation mineure
Statut CITES
L’Orchis bouc ou Himantoglosse à odeur de bouc (Himantoglossum hircinum) est une espèce de plantes à fleurs de la famille des Orchidaceae. C'est une orchidée terrestre européenne et nord africaine. On l'appelle parfois Loroglosse à odeur de bouc (Loroglossum hircinum).

## Étymologie
Himantoglossum et Loroglossum signifient langue en lanière, en référence au labelle de la fleur ; hircinum fait référence à l'odeur de bouc forte et désagréable des fleurs.

## Description
Plante robuste pouvant atteindre 1 m. Elle possède de nombreuses feuilles d'un vert grisâtre qui apparaissent en automne, persistent l'hiver puis se flétrissent à la floraison. L'inflorescence est cylindrique et assez dense, fleurs verdâtres bordées de pourpre, sépales et pétales rassemblés en casque, labelle très allongé, jusqu'à 6 cm, enroulé, plus ou moins déployé à l'horizontale à la floraison, peu échancré à l'extrémité.
Odeur marquée caractéristique, proche de celle du bouc (perceptible uniquement à proximité immédiate de la fleur).

## Floraison
Mai à juillet.

## Habitat
Pelouses, friches, prairies maigres, talus, forêts clairiérées, toujours sur substrat calcaire.

## Répartition
Méditerranéo-atlantique, assez localisé et rare (mais parfois abondant dans ses stations).
Afrique du nord, Europe : Angleterre, Portugal, Espagne, France, Belgique, Allemagne, Suisse, Bulgarie, Italie du sud .
En France, on trouve l'espèce dans le Centre, Massif central, Puy-de-Dôme,  Alpes Maritimes  (juin 2025,), Alpes-de-Haute-Provence, Ardèche, Isère, Drôme, Rhône, Loire, Charente et Charente-Maritime, Dordogne, Lot-et-Garonne, Landes,Lot, Haute-Garonne, Ariège, Gers, Gironde, Aveyron, Tarn, Tarn & Garonne (Saint Nicolas de la Grave) Haute-Saône (à Vesoul), Bourgogne, Jura, Alsace, Lorraine, Loir-et-Cher, cher, Indre,Indre-et-Loire, Maine-et-Loire, Sarthe, Eure-et-Loir (mai 2018), Loiret, île de Noirmoutier, (Vendée), Calvados, Champagne, Aube, Val-d'Oise, Haute-Marne, région parisienne, Nord, Pas-de-Calais, Somme, Meurthe-et-Moselle et la Vienne, Sud Seine-et-Marne (mai 2022).
Plusieurs cas ont également été recensés dans la baie du Mont-St-Michel, en baie de Somme, dans les jardins secs, les jachères, les dunes.
Il s'en trouve également bien réparties dans le département de la Gironde

## Vulnérabilité
En France, l'espèce est classée "LC" : Préoccupation mineure

## Protection
En Belgique, l'espèce est protégée légalement. En Suisse, l'espèce figure sur la liste rouge des plantes.

## Galerie

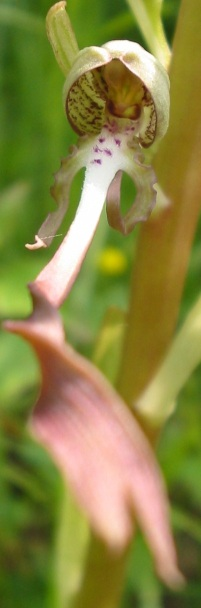
La fleur.
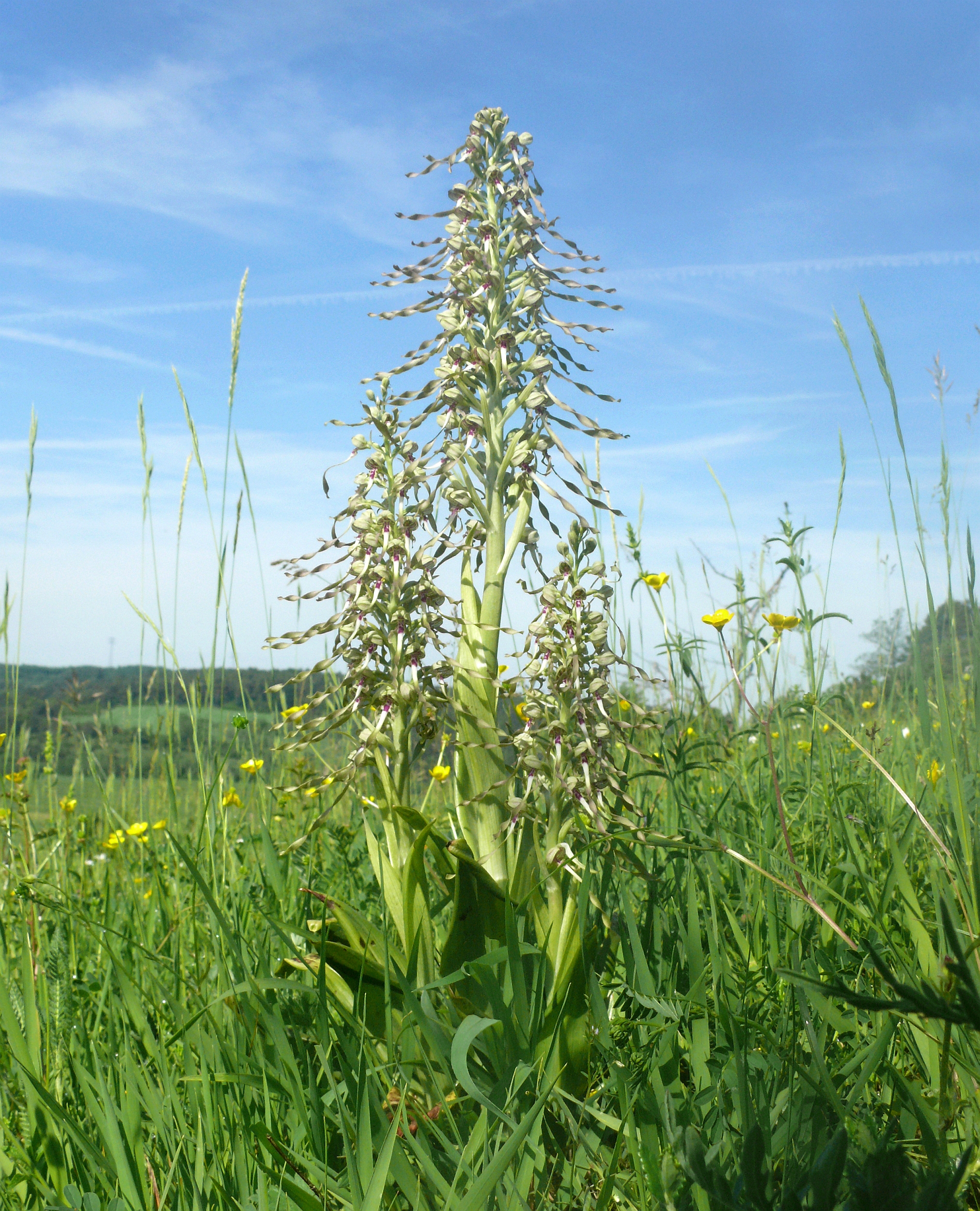
Hampes florales.
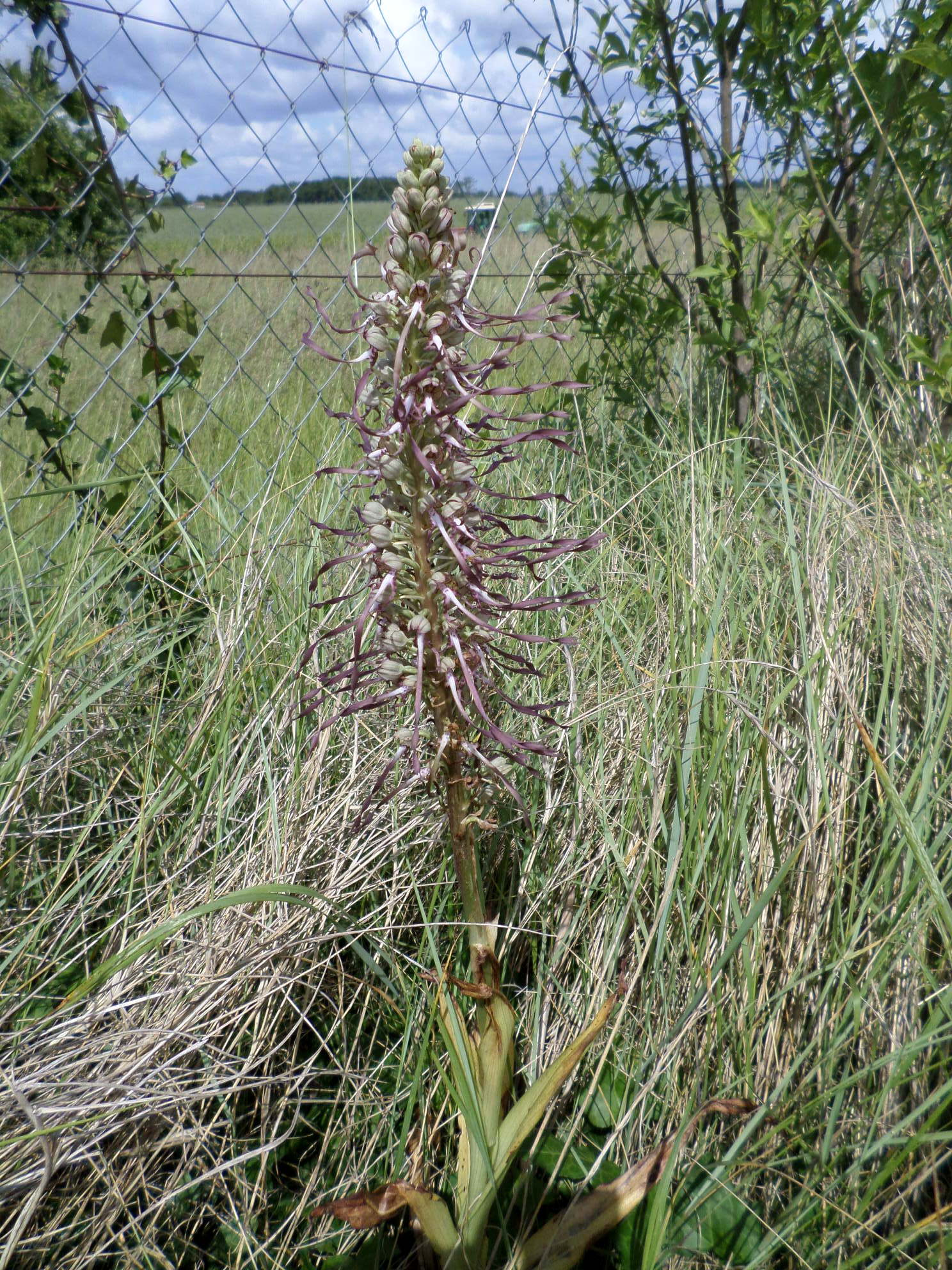
Hampes florales.
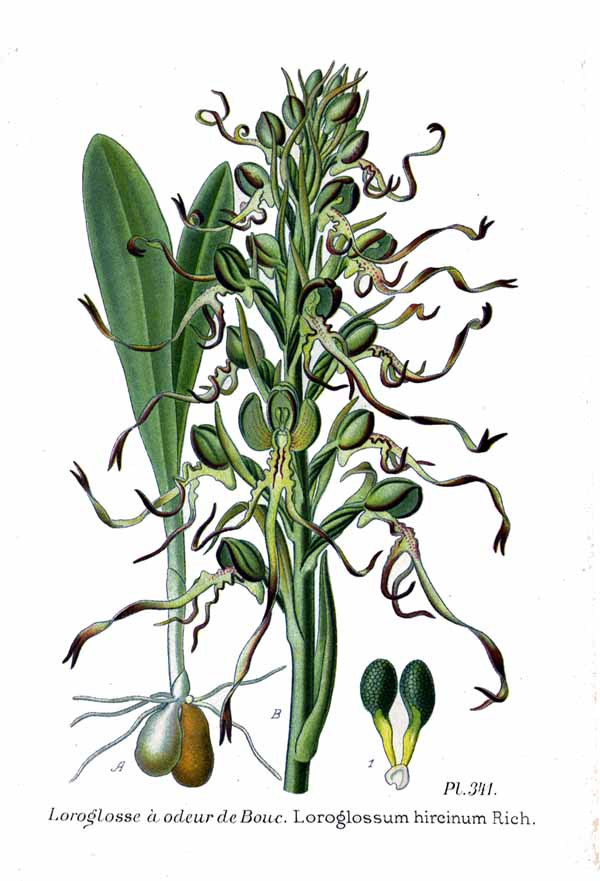
Planche d'Amédée Masclef.
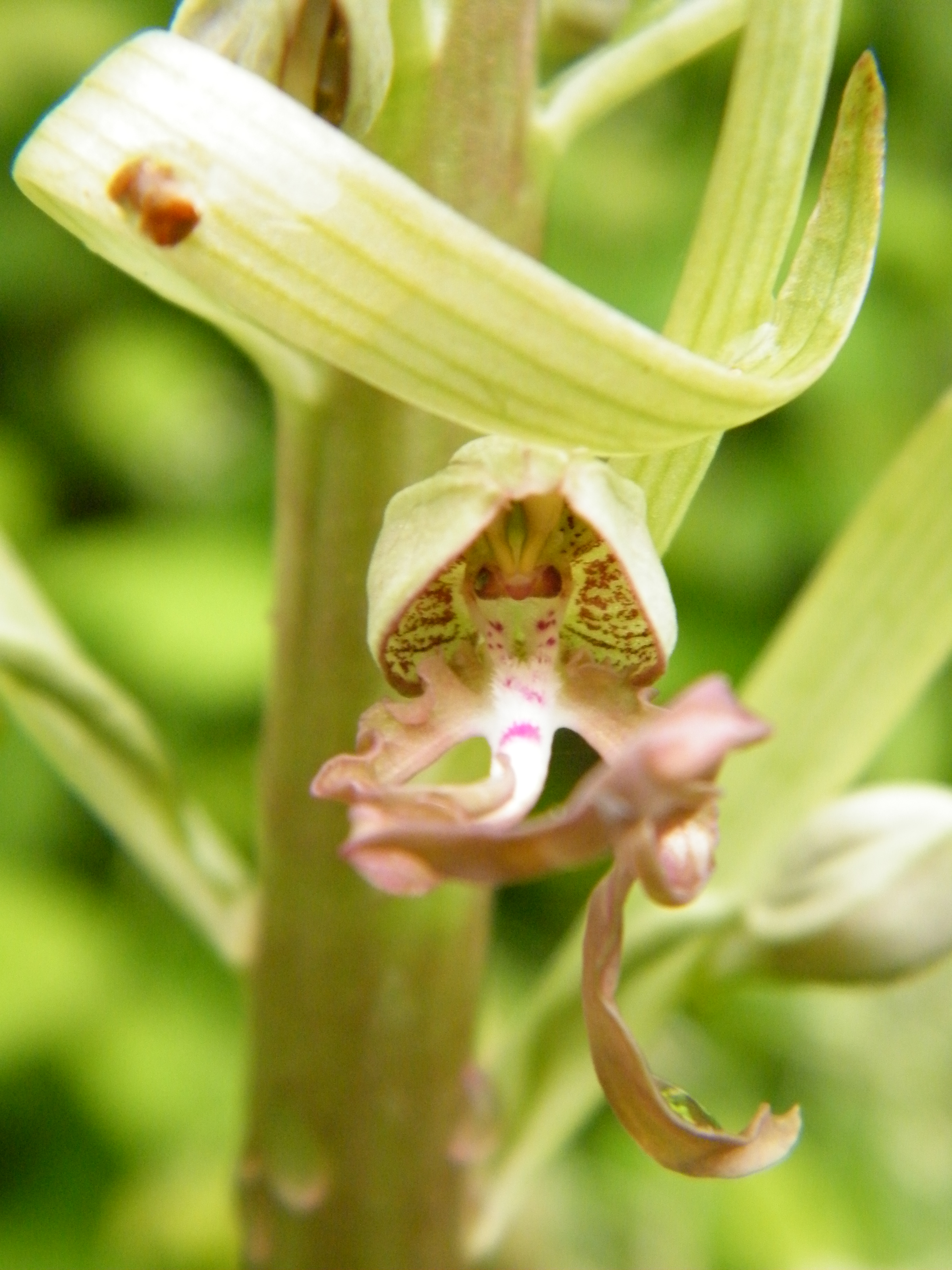
Fleur vue de près.
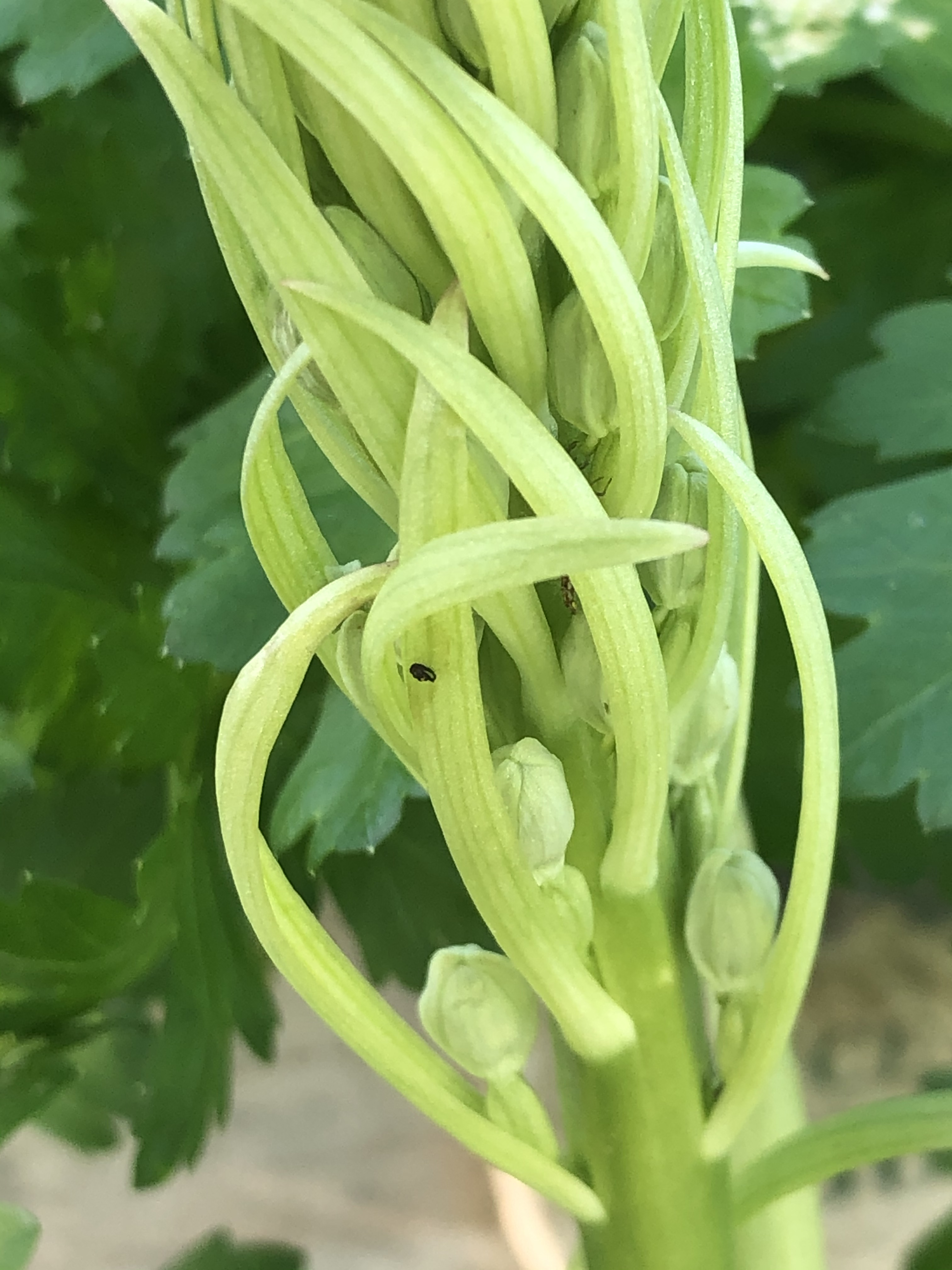
Bourgon de fleur d'une himantoglossum hircinum
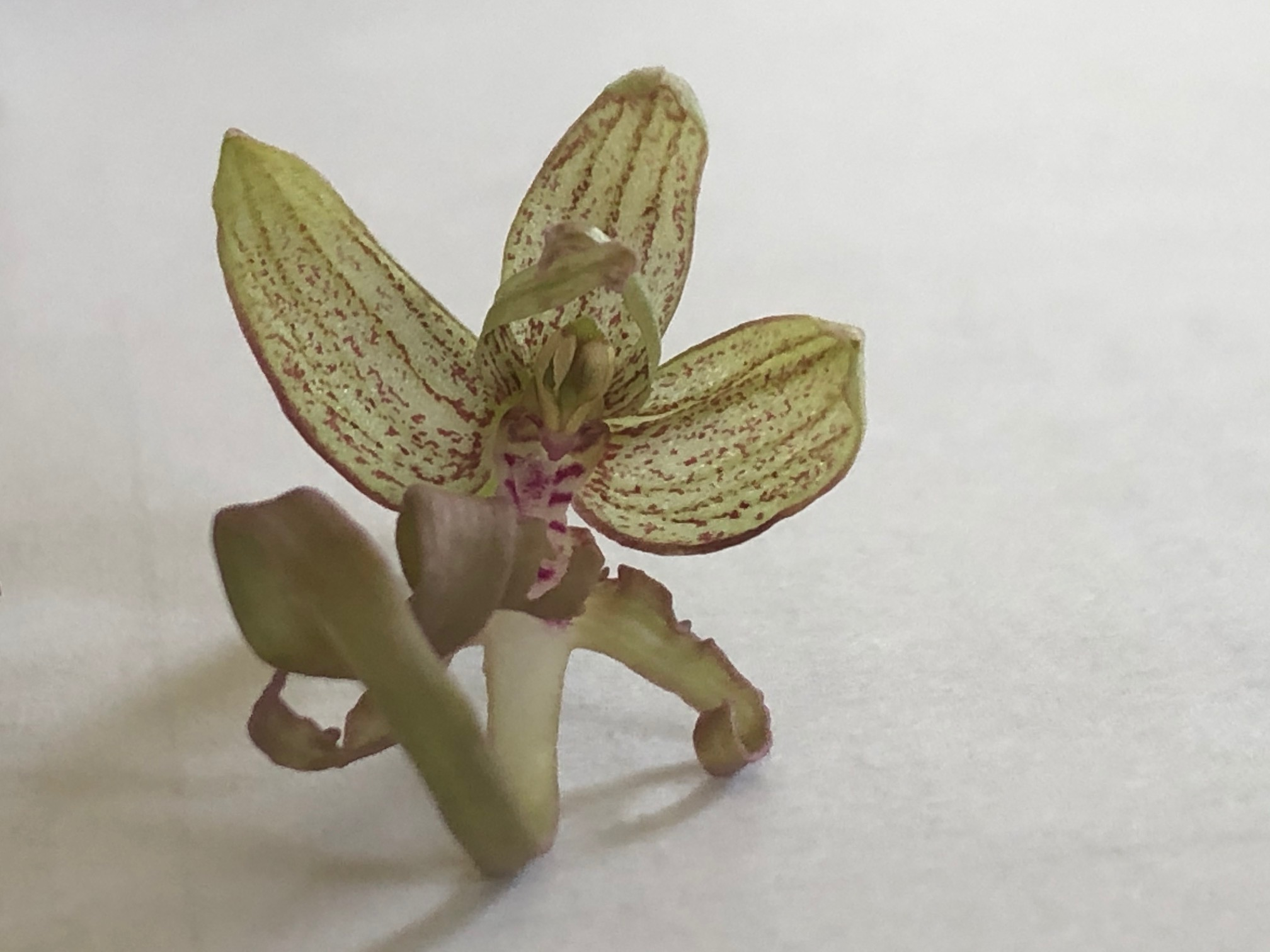
La fleur